# 알바루 10세
알바루 10세(Álvaro X)는 콩고 왕국 내전 당시의 왕위 요구자이다. 키방구의 통치자였다. 1688년부터 1695년까지 키방구 왕국을 다스렸다.

## 통치
이전 키방구 왕의 통치 기간 동안 알바루와 그의 형제는 그의 통치에 만족하지 못한 파벌을 이끌었다. 그들은 1688년에 마누엘 1세를 전복시켰고 알바루가 왕위를 차지했다. 그의 통치 기간 동안 왕은 콩고 왕국에 대한 다른 두 청구인의 세력을 막을 수 있었다. 왕은 킨라자와 킴판주의 각 본가에서 부모가 있었던 아구아 로사다 집의 콩고에 대한 최초의 내전 청구자였다. 이 집은 알바루 통치 당시에는 진짜 집이 아니었고, 1695년 알바루가 사망한 후 그의 후계자인 페드로 4세가 내전을 끝내고 콩고 왕국을 개혁하기 위해 집으로 만들었다.